# Поділ швидкими нейтронами
Поділ швидкими нейтронами — поділ ядра, який відбувається, коли важкий атом поглинає швидкий нейтрон (нейтрон високої енергії) й розпадається. Більшість речовин потребують для розщеплення теплових нейтронів, які рухаються повільніше. 

## Реактори на швидких і теплових нейтронах
Реактори на швидких нейтронах застосовують для виробництва енергії поділ швидкими нейтронами, на відміну від реакторів на теплових нейтронах. В останніх, щоб нейтрони поділяли ядра з більшою ймовірністю, їх потрібно сповільнювати, а сповільнювач може поглинати частину нейтронів. У реакторах на швидких нейтронах сповільнювача немає, тому вони ефективніші, що робить можливим реактор-розмножувач. Однак, для запуску реактора на швидких нейтронах потрібен високозбагачений уран чи плутоній, тоді як реактори на теплових нейтронах можуть працювати й на низькозбагаченому пальному.

## Здатний до розщеплення, але не розщеплюваний
Деякі атоми, зокрема уран-238, зазвичай не діляться під дією повільних (теплових) нейтронів, але розщеплюються нейтронами досить високої енергії. Швидкі нейтрони, які утворюються внаслідок синтезу дейтерію та тритію, мають вищу енергію, ніж нейтрони, які утворюються в результаті поділу ядер (зокрема, в ядерних реакторах). Це дає змогу підвищити ефективність будь-якої термоядерної зброї простим доданням шарів природного (або навіть збідненого) урану. У багатьох конструкціях водневих бомб поділ урану-238 швидкими нейтронами забезпечує значну частину вибухової потужності та радіоактивного зараження.

## Відмінності у продуктах поділу
Графік залежності виходу продуктів поділу від масового числа уламків поділу має два яскраво виражені, але досить плоскі піки приблизно від 90 до 100 і від 130 до 140. З тепловими нейтронами виходи продуктів поділу з масою між піками, таких як 113mCd, 119mSn, 121mSn, 123Sn, 125Sb, 126Sn і 127Sb, дуже низькі.
Що вища енергія стану, за якого відбувається поділ ядра, то більша ймовірність симетричного поділу, отже, коли зростає енергія нейтрона та/або енергія атома, що ділиться, глибина долини між двома піками зменшується; наприклад, крива виходу від маси для 239Pu має мілкішу долину, ніж спостережувана для 235U із тепловими нейтронами. Криві поділу пізніших актиноїдів мають тенденцію до подальшого зменшення глибини долини. У крайніх випадках, таких як 259Fm, видно лише один пік.[джерело?]